# Referendum o preferenčnem glasu
Posvetovalni referendum o uvedbi preferenčnega glasu za volitve poslank in poslancev v Državni zbor Republike Slovenije je posvetovalni referendum, ki je potekal 9. junija 2024. Na isti dan sta bila izvedena še referendum o rabi konoplje ter referendum o prostovoljnem končanju življenja, prav tako so na isti dan potekale volitve v evropski parlament.

## Ozadje

### Zgodovina volilnega sistema v Sloveniji
Od prvih demokratičnih volitev leta 1990 v Sloveniji volimo poslance po proporcionalnem volilnem sistemu. Stranka SDSS si je od sredine 90-ih let prizadevala za uvedbo večinskega volilnega sistema, zbrali so potrebne glasove za referendumsko odločanje o večinskem volilnem sistemu. Ustavno sodišče je kasneje ugotovilo, da je bil na referendumu sprejet večinski sistem (zanj je glasovalo 40,65% udeležencev, bil je tudi edini sistem, ki je dobil več glasov ZA kot glasov PROTI). Poslanci Državnega zbora so zaobšli ustavno sodišče tako, da so proporcionalni sistem zapisali v ustavo.
Leta 2018 je ustavno sodišče ugotovilo, da je člen zakona, ki določa območja volilnih okrajev, v neskladju z ustavo. Vse parlamentarne stranke razen SDS in DeSUS so si prizadevale za spremembo ustave in uvedbo preferenčnih glasov, glavni pobudniki so bili poslanci LMŠ. Za uvedbo preferenčnega glasu je glasovalo 57 poslancev LMŠ, SAB, Levice, SD, SNS, SMC, NSi in poslanca narodnih skupnosti; torej trije premalo. O preferenčnem glasu so se poslanci odločali še enkrat, vendar predlog prav tako ni dobil dovolj podpore. Februarja 2021 je bil s podporo koalicijskih poslancev (SMC, SDS, NSi in DeSUS) sprejet zakon, ki je spremenil meje volilnih okrajev tako, da so se zmanjšale razlike v velikosti okrajev. Sprejetje zakona je Predsednik republike Borut Pahor označil za uspeh, kljub temu, da se je sam zavzemal za ukinitev volilnih okrajev in uvedbo preferenčnega glasu. Pahor je bil v tem času velik pobudnik prizadevanj za izpolnitev ustavne odločbe o volilni zakonodaji. O nujnosti uveljavitve odločbe ustavnega sodišča je na lastno pobudo spregovoril tudi v državnem zboru, kar je bil šele drugi tak dogodek v zgodovini samostojne Slovenije.

### Razpis referenduma
Uvedba preferenčnega glasu je zapisana v koalicijski pogodbi vlade. Predlog za razpis referenduma je vložila največja koalicijska stranka Gibanje Svoboda. Predlog je bil vložen tudi zaradi zavedanja, kako težko je v DZ-ju doseči dvotretjinsko večino za spremembo volilne zakonodaje, zato so verjeli, da politika pri tej odločitvi potrebuje popotnico ljudstva. Predlog so podprle stranke Gibanje Svoboda, Levica in NSi, SD je bil vzdržan, SDS je predlogu nasprotoval. Državni zbor je predlog za razpis referenduma sprejel 17. aprila 2024 z 50 glasovi za in 17 glasovi proti.

## Referendumska kampanja

### Podporniki
Prijavljeni kot organizatorji:
Politične stranke: Gibanje Svoboda, SD, Levica, Zeleni Slovenije, Vesna, Pirati.
Pravne osebe: Mladi Zeleni Slovenije, Zelena akademija Slovenije.

### Nasprotniki
Prijavljeni kot organizatorji:
Politične stranke: SDS, NSi, SLS, SMS - Zeleni.

### Javnomnenjske raziskave
| Datum            | Izvajalec | Vzorec | ZA   | PROTI | Razlika | Ne vem | Ne povem | Sklic  |
| 3.-6. junij 2024 | Ninamedia | 629    | 75,6 | 14,1  | +61,5   | 10,3   | 10,3     | [ 11 ] |
| 3.-5. junij 2024 | Mediana   | 734    | 64,3 | 19,6  | +44,7   | 16,1   | 16,1     | [ 12 ] |
| 27.-30. maj 2024 | Ninamedia | 1000   | 77,9 | 11,3  | +66,6   | 10,8   | 10,8     | [ 13 ] |
| 21.−24. maj 2024 | Mediana   | 713    | 79,1 | 10,3  | +68,8   | 7,9    | 2,7      | [ 14 ] |

### Predvolilne oddaje
| Datum               | Čas   | Medij         | Program    | Voditelj                          | Naslov                                                                                       | Gosti | Gosti                                                                       | Vir    |
| Datum               | Čas   | Medij         | Program    | Voditelj                          | Naslov                                                                                       | Zagovorniki | Nasprotniki                                                                 | Vir    |
| ------------------- | ----- | ------------- | ---------- | --------------------------------- | -------------------------------------------------------------------------------------------- | --- | --------------------------------------------------------------------------- | ------ |
| Ponedeljek 3. junij | 20.00 | RTV Slovenija | TV SLO 1   | Tanja Starič                      | Referendum 2024: O uvedbi preferenčnega glasu za volitve v Državni zbor                      | Maša Kociper (Svoboda) Andreja Katič (SD) Luka Mesec (Levica) Klemen Belhar (Vesna) Bogomil Knavs (Zeleni) Jasmin Feratović (Pirati)                                                      | Andrej Kosi (SDS) Jožef Horvat (NSi) Franc Bogovič (SLS) Igor Jurišič (SMS) | [ 15 ] |
| Ponedeljek 27. maj  | 17.00 | RTV Slovenija | Radio Prvi | Jolanda Lebar Lucija Dimnik Rikić | Studio ob 17h: Predvolilno soočenje o posvetovalnem referendumu o uvedbi preferenčnega glasu | Maša Kociper (Svoboda) Andreja Katič (SD) Nataša Sukič (Levica) Klemen Belhar (Vesna) Milan Gabrovec (Zeleni) Jasmin Feratović (Pirati) Bogomil Knavs (DZAS) Jaka Petrović (Mladi Zeleni) | Andrej Kosi (SDS) Janez Žakelj (NSi) Franc Bogovič (SLS)                    | [ 16 ] |